# Мексикански четирипръст мравояд
Мексикански четирипръст мравояд (Tamandua mexicana), също мексикански мравояд, мексиканска тамандуа или северна тамандуа, е вид бозайник от семейство Мравояди.

## Разпространение
Видът обитава Централна и Южна Америка от южната част на Мексико през Панамския провлак до Северозападна Венецуела, а на юг до Северно Перу.

## Местообитание
Представителите на вида са основно горски животни обитаващи тропически и субтропически гори. Срещат се и в мангрови гори, но се срещат много рядко в саваната.

## Подвидове
Описани са четири подвида на Мексиканската тамандуа както следва
- Tamandua mexicana mexicana
- Tamandua mexicana instabilis
- Tamandua mexicana opistholeuca
- Tamandua mexicana punensis

## Описание
Тялото е с дължина между 50 и 80 cm, опашката – 40 – 65 сантиметра. Тежи между 3,5 и 7,5 kg. Основният цвят на козината е мръсно бял или жълтеникав като в областта на гърба и гърдите е черна и наподобява на елек. Предните крайници са с 4 дълги и силни нокти и 5 малки на задните. Животното не е агресивно и винаги бяга. Активни са през нощта. Дървесен вид, придвижването му по земята е доста трудно.

## Размножаване
Бременността продължава 5 месеца. Женската ражда едно малко.